# Pierre de la Fée
Pour les articles homonymes, voir Pierre-aux-Fées.
La pierre de la Fée est un dolmen situé sur le territoire de la commune de Draguignan dans le Var.

## Historique
Le dolmen est connu de longue date et fut mentionné plusieurs fois. Il est classé au titre des monuments historiques par la liste de 1889.

## Description
De l'édifice initial, il ne demeure que deux orthostates et la dalle de chevet, elles mesurent de 2,20 m à 2,40 m de haut. Une troisième dalle de soutien existait encore en 1996. Tous les éléments sont en calcaire local. La table de couverture est monumentale : 6 m de long, 4,70 m de large pour 0,58 m d'épaisseur, soit environ 20 tonnes.

## Matériel archéologique
Lors des fouilles de 1844, « une pointe de flèche en silex, deux boutons en os et 1 perle en plomb de forme ovoïde »ont été recueillis. Les ossements humains retrouvés ne comportaient aucune trace de combustion, sauf un fragment de crâne. Lors de la dernière restauration de 1951, la base de toutes les dalles a été renforcée par une semelle de béton et le tronc du chêne séculaire situé derrière la dalle de chevet a été entaillé pour diminuer la pression qu'il exerçait sur l'édifice. La terre extraite lors des travaux a été tamisée, ce qui a permis de recueillir un peu de matériel archéologique : une vingtaine de perles (calcaire, callaïs, lignite, serpentine), une crache de cerf percée et trois opercules d'escargot Pomatias elegans.
Le mobilier funéraire a été daté du chalcolithique (« âge du cuivre »).

## Légende
Selon la légende locale, les femmes en mal d'enfant allaient y visiter la fée Esterelle, qui les aidaient à tomber enceintes.

## Divers
Le dolmen a fait l'objet de plusieurs restaurations, dont la dernière de 1951. Il a aussi subi des dégradations volontaires : en 1975 un dracénois opposé au transfert de la préfecture du Var à Toulon l'année précédente  exprima sa colère en dynamitant le monument.
Le nom de « Pierre de la Fée » a été donné à une maison de retraite de Draguignan.